# Arthezé
Arthezé est une commune française, située dans le département de la Sarthe en région Pays de la Loire, peuplée de 351 habitants.
La commune fait partie de la province historique de l'Anjou, et se situe dans le Baugeois.

## Géographie

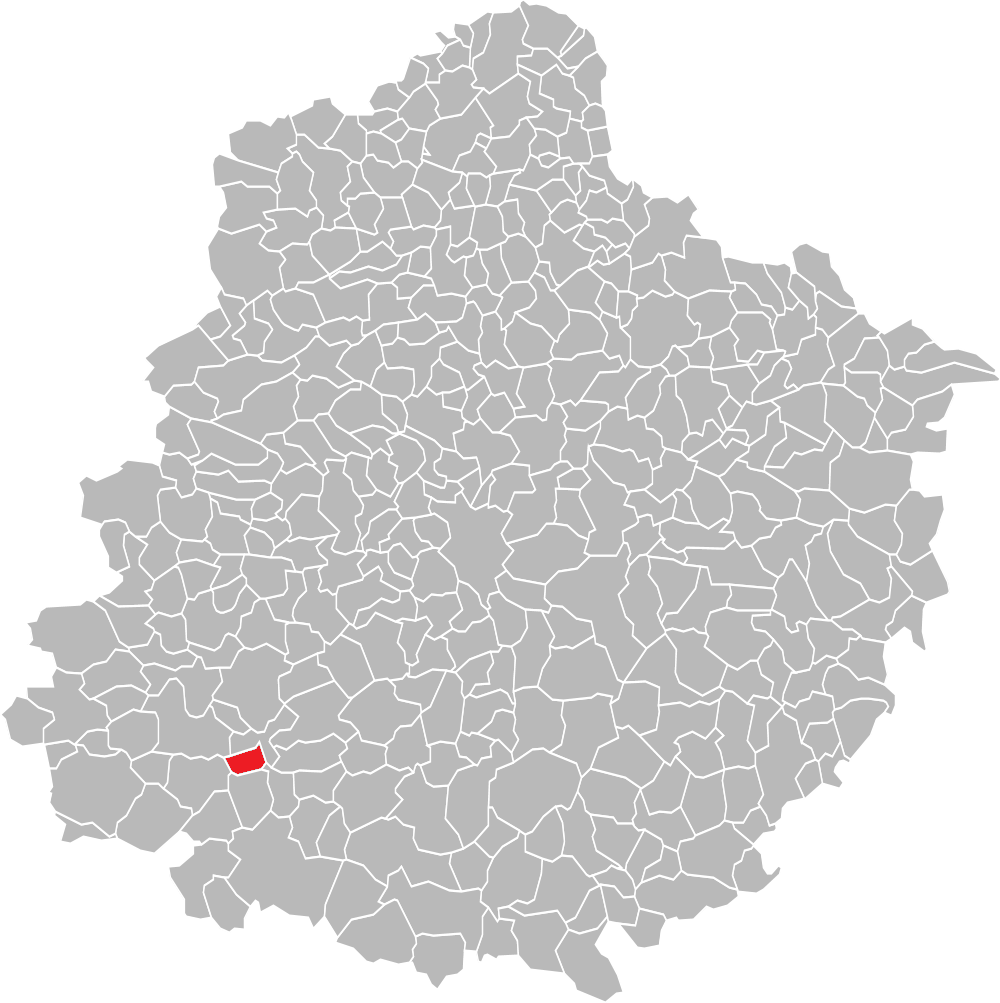
Situation de la commune d'Arthezé dans le département de la Sarthe.

### Localisation
Arthezé, commune du sud du département de la Sarthe, est située au cœur du Maine angevin. Le village se trouve, en distances orthodromiques, à 33,4 km au sud-ouest du Mans, la préfecture du département, et à 10,5 km au nord-est de La Flèche, la ville la plus proche. Les communes limitrophes sont Malicorne-sur-Sarthe, Bousse, Villaines-sous-Malicorne, Le Bailleul et Parcé-sur-Sarthe.
| Parcé-sur-Sarthe | Malicorne-sur-Sarthe     | Malicorne-sur-Sarthe |
| Le Bailleul      | Arthezé                  |                      |
|                  | Villaines-sous-Malicorne | Bousse               |

### Géologie et relief
La superficie de la commune est de 865 hectares. L'altitude varie entre 32 et 85 mètres. Le point le plus bas se situe au nord de la commune, sur le ruisseau de Coquelival, à la limite communale avec Malicorne-sur-Sarthe, tandis que le point le plus haut se situe au sud, à la limite communale avec Villaines-sous-Malicorne.

### Hydrographie
Le Riboux, affluent de la Vézanne, borde la commune à l'est. Il reçoit les eaux du ruisseau de Coquelival, qui prend sa source dans la commune voisine de Villaines-sous-Malicorne. Son seul affluent, le ruisseau de Longue Noë, prend sa source à Arthezé et s'écoule sur 1,8 km.

### Climat
Pour des articles plus généraux, voir Climat des Pays de la Loire et Climat de la Sarthe.
En 2010, le climat de la commune est de type climat océanique dégradé des plaines du Centre et du Nord, selon une étude du CNRS s'appuyant sur une série de données couvrant la période 1971-2000. En 2020, Météo-France publie une typologie des climats de la France métropolitaine dans laquelle la commune est exposée à un climat océanique et est dans la région climatique Moyenne vallée de la Loire, caractérisée par une bonne insolation (1 850 h/an) et un été peu pluvieux.
Pour la période 1971-2000, la température annuelle moyenne est de 11,5 °C, avec une amplitude thermique annuelle de 14,3 °C. Le cumul annuel moyen de précipitations est de 679 mm, avec 11,5 jours de précipitations en janvier et 6,4 jours en juillet. Pour la période 1991-2020, la température moyenne annuelle observée sur la station météorologique de Météo-France la plus proche, sur la commune de Thorée-les-Pins à 16 km à vol d'oiseau, est de 12,1 °C et le cumul annuel moyen de précipitations est de 744,6 mm,. Pour l'avenir, les paramètres climatiques de la commune estimés pour 2050 selon différents scénarios d'émission de gaz à effet de serre sont consultables sur un site dédié publié par Météo-France en novembre 2022.

### Voies de communication et transports
Arthezé est desservi par la RD 23, qui entre sur la commune au sud, en provenance du Bailleul, et repart au nord en direction de Malicorne-sur-Sarthe. La RD 253 arrive au sud-est en provenance de Villaines-sous-Malicorne. La RD 41, qui relie Villaines à Malicorne, traverse le territoire communal, mais ne dessert pas directement le bourg d'Arthezé.
La ligne 6 La Flèche - Le Mans du réseau TIS traverse Arthezé. Deux arrêts sont prévus sur la commune : l'un à proximité de la mairie, l'autre au lieu-dit la « Pinardière ».

## Urbanisme

### Typologie
Au 1er janvier 2024, Arthezé est catégorisée commune rurale à habitat dispersé, selon la nouvelle grille communale de densité à sept niveaux définie par l'Insee en 2022.
Elle est située hors unité urbaine. Par ailleurs la commune fait partie de l'aire d'attraction de Sablé-sur-Sarthe, dont elle est une commune de la couronne,. Cette aire, qui regroupe 39 communes, est catégorisée dans les aires de moins de 50 000 habitants,.

### Occupation des sols
L'occupation des sols de la commune, telle qu'elle ressort de la base de données européenne d’occupation biophysique des sols Corine Land Cover (CLC), est marquée par l'importance des territoires agricoles (90,3 % en 2018), une proportion sensiblement équivalente à celle de 1990 (91,1 %). La répartition détaillée en 2018 est la suivante : 
terres arables (51,6 %), prairies (30,7 %), forêts (9,6 %), zones agricoles hétérogènes (5,4 %), cultures permanentes (2,7 %). L'évolution de l’occupation des sols de la commune et de ses infrastructures peut être observée sur les différentes représentations cartographiques du territoire : la carte de Cassini (XVIIIe siècle), la carte d'état-major (1820-1866) et les cartes ou photos aériennes de l'IGN pour la période actuelle (1950 à aujourd'hui).

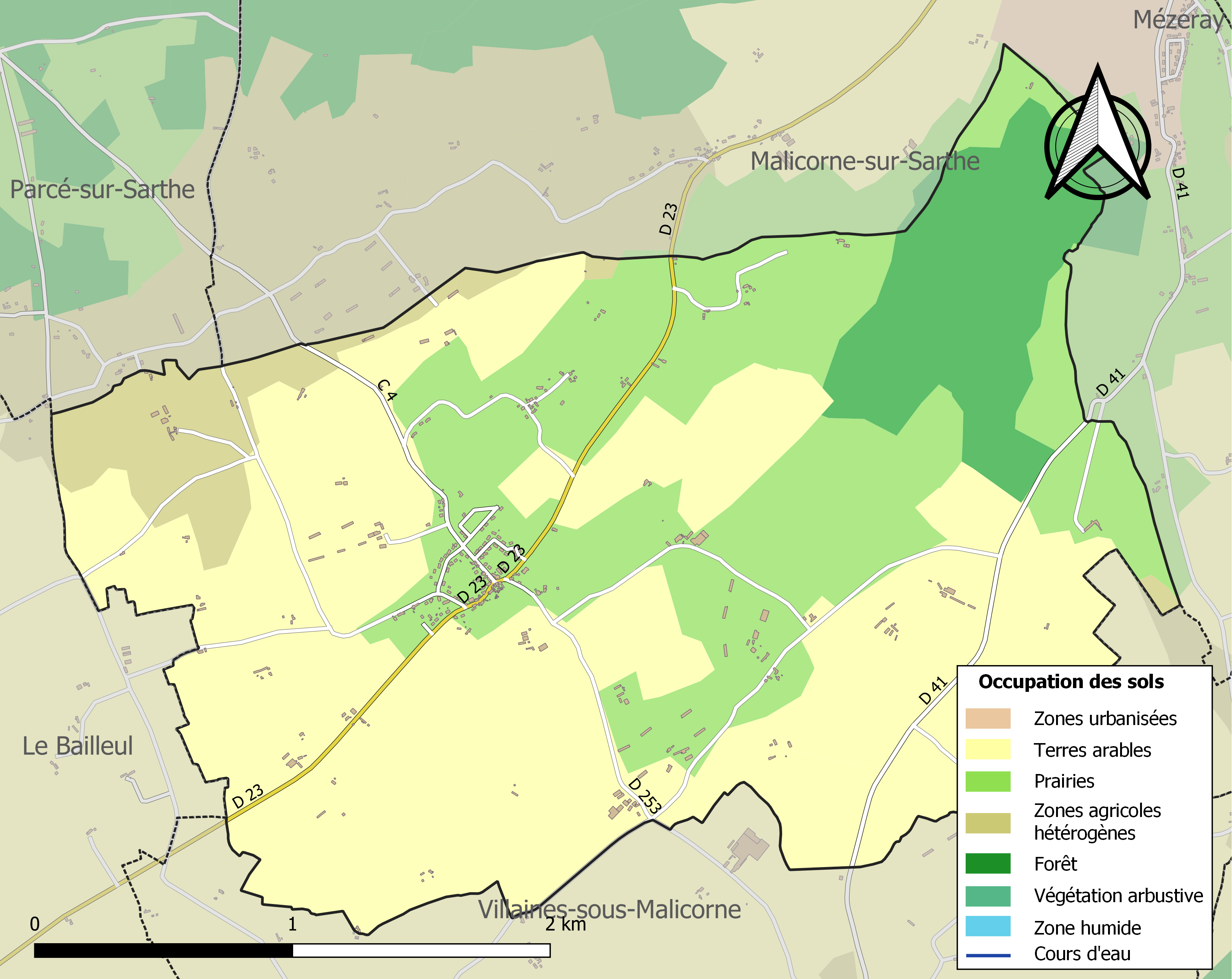
Carte des infrastructures et de l'occupation des sols de la commune en 2018 (CLC).

## Toponymie
Le nom « Arthezé » viendrait de Articiacum ou villa Articii, du nom d'un propriétaire terrien de l'époque gallo-romaine dénommé Articius. L'appellation « Artisiacus » est attestée au XIe siècle.
Le gentilé est Arthezéen.

## Histoire
Arthezé faisait partie de la sénéchaussée angevine de La Flèche et de l'ancienne province d'Anjou.
Sous l'Ancien Régime, la commune était rattachée au pays d'élection de La Flèche.
Lors de la Révolution française, la commune fut, comme toutes celles de la sénéchaussée de La Flèche, rattachée au nouveau département de la Sarthe.
En 1801, lors du Concordat, la paroisse fut détachée du diocèse d'Angers pour celui du Mans.
Au XIXe siècle, Arthezé reste agricole.

## Politique et administration
| Période                                  | Période           | Identité                 | Étiquette | Qualité         |
| ---------------------------------------- | ----------------- | ------------------------ | --------- | --------------- |
| 1793                                     | ?                 | Louis Dubois             |           |                 |
| 1800                                     | 1804              | René Chalopin            |           |                 |
| 1808                                     | 1812              | Pierre Boutemy           |           |                 |
| 1813                                     | 1820              | Jacques Dubois           |           |                 |
| 1821                                     | 1827              | François Lebouc          |           |                 |
| 1828                                     | 1837              | Louis Baptiste Riverain  |           |                 |
| 1843                                     | 1871              | Jean Baptiste Hardouin   |           |                 |
| 1871                                     | 1871              | René Farcy (par intérim) |           |                 |
| 1871                                     | 1877              | René Hardy               |           |                 |
| 1878                                     | ? (au moins 1902) | Jean Baptiste Maréchal   |           |                 |
| ?                                        | mars 2001         | Joseph Chevrel           |           |                 |
| mars 2001                                | juillet 2020      | Pierre Bihoreau          | SE        | Retraité        |
| juillet 2020                             | En cours          | Sylvain Poirrier         | PCF       | Vendeur conseil |
| Les données manquantes sont à compléter. |                   |                          |           |                 |

Le conseil municipal d'Arthezé est constitué de 10 membres (dont le maire).

## Population et société

### Démographie
L'évolution du nombre d'habitants est connue à travers les recensements de la population effectués dans la commune depuis 1793. Pour les communes de moins de 10 000 habitants, une enquête de recensement portant sur toute la population est réalisée tous les cinq ans, les populations de référence des années intermédiaires étant quant à elles estimées par interpolation ou extrapolation. Pour la commune, le premier recensement exhaustif entrant dans le cadre du nouveau dispositif a été réalisé en 2004.
En 2022, la commune comptait 351 habitants, en évolution de −13,76 % par rapport à 2016 (Sarthe : −0,25 %, France hors Mayotte : +2,11 %).
| 1793 | 1800 | 1806 | 1821 | 1831 | 1836 | 1841 | 1846 | 1851 |
| ---- | ---- | ---- | ---- | ---- | ---- | ---- | ---- | ---- |
| 504  | 502  | 521  | 455  | 465  | 460  | 462  | 481  | 468  |

| 1856 | 1861 | 1866 | 1872 | 1876 | 1881 | 1886 | 1891 | 1896 |
| ---- | ---- | ---- | ---- | ---- | ---- | ---- | ---- | ---- |
| 456  | 450  | 444  | 434  | 414  | 406  | 406  | 400  | 363  |

| 1901 | 1906 | 1911 | 1921 | 1926 | 1931 | 1936 | 1946 | 1954 |
| ---- | ---- | ---- | ---- | ---- | ---- | ---- | ---- | ---- |
| 373  | 357  | 357  | 314  | 327  | 324  | 315  | 307  | 310  |

| 1962 | 1968 | 1975 | 1982 | 1990 | 1999 | 2004 | 2006 | 2009 |
| ---- | ---- | ---- | ---- | ---- | ---- | ---- | ---- | ---- |
| 308  | 300  | 284  | 286  | 281  | 292  | 319  | 344  | 374  |

| 2014 | 2019 | 2022 | - | - | - | - | - | - |
| ---- | ---- | ---- | - | - | - | - | - | - |
| 404  | 362  | 351  | - | - | - | - | - | - |

## Économie
En 2010, le revenu fiscal médian par ménage était de 29 773 €, ce qui plaçait Arthezé au 14 416e rang parmi les 31 525 communes de plus de 39 ménages en métropole.
En 2009, la population âgée de 15 à 64 ans s'élevait à 246 personnes, parmi lesquelles on comptait 81,7 % d'actifs dont 74 % ayant un emploi et 7,7 % de chômeurs.
On comptait 36 emplois dans la zone d'emploi, contre 27 en 1999. Le nombre d'actifs ayant un emploi résidant dans la zone d'emploi étant de 183, l'indicateur de concentration d'emploi est de 19,7 %, ce qui signifie que la zone d'emploi offre un peu moins d'un emploi pour cinq habitants actifs.
L'économie de la commune est fortement liée au secteur primaire. Au 1er janvier 2020, Arthezé comptait 16 établissements : 10 dans l’agriculture-sylviculture-pêche, 2 dans la construction, 3 dans le commerce-transports-services divers et une seule relative au secteur administratif. En 2011, une entreprise a été créée à Arthezé.

## Culture locale et patrimoine

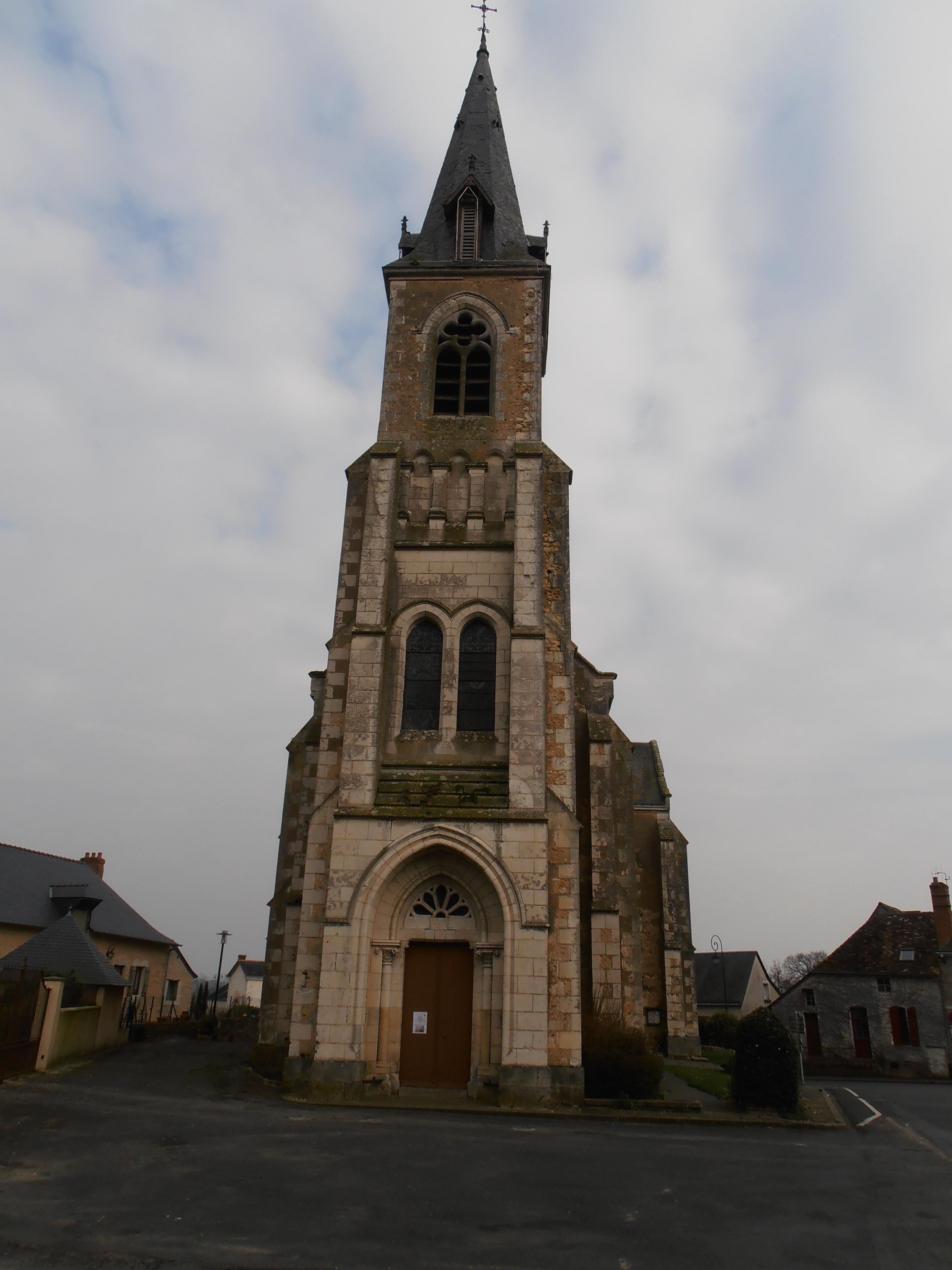
L'église Saint-Jean-Baptiste.

### Lieux et monuments
- Église Saint-Jean-Baptiste. L'édifice en forme de croix latine possède une abside de style roman. Sa flèche possède une charpente en bois et est couverte d'ardoises. Le bâtiment actuel date de 1866 et remplace un édifice plus ancien qui daterait du XIIIè siècle.
- Manoir de la Motte. Il abrite un escalier en bois de chêne du XVIe siècle. C'est un escalier à balustres.
- L'enseigne de charron date de 1922. Elle est en calcaire.

### Personnalités liées à la commune
- Jérôme Le Royer de La Dauversière, fondateur de Montréal a vécu au lieu-dit La Motte sur le territoire de la commune.